# Susanna Alakoski

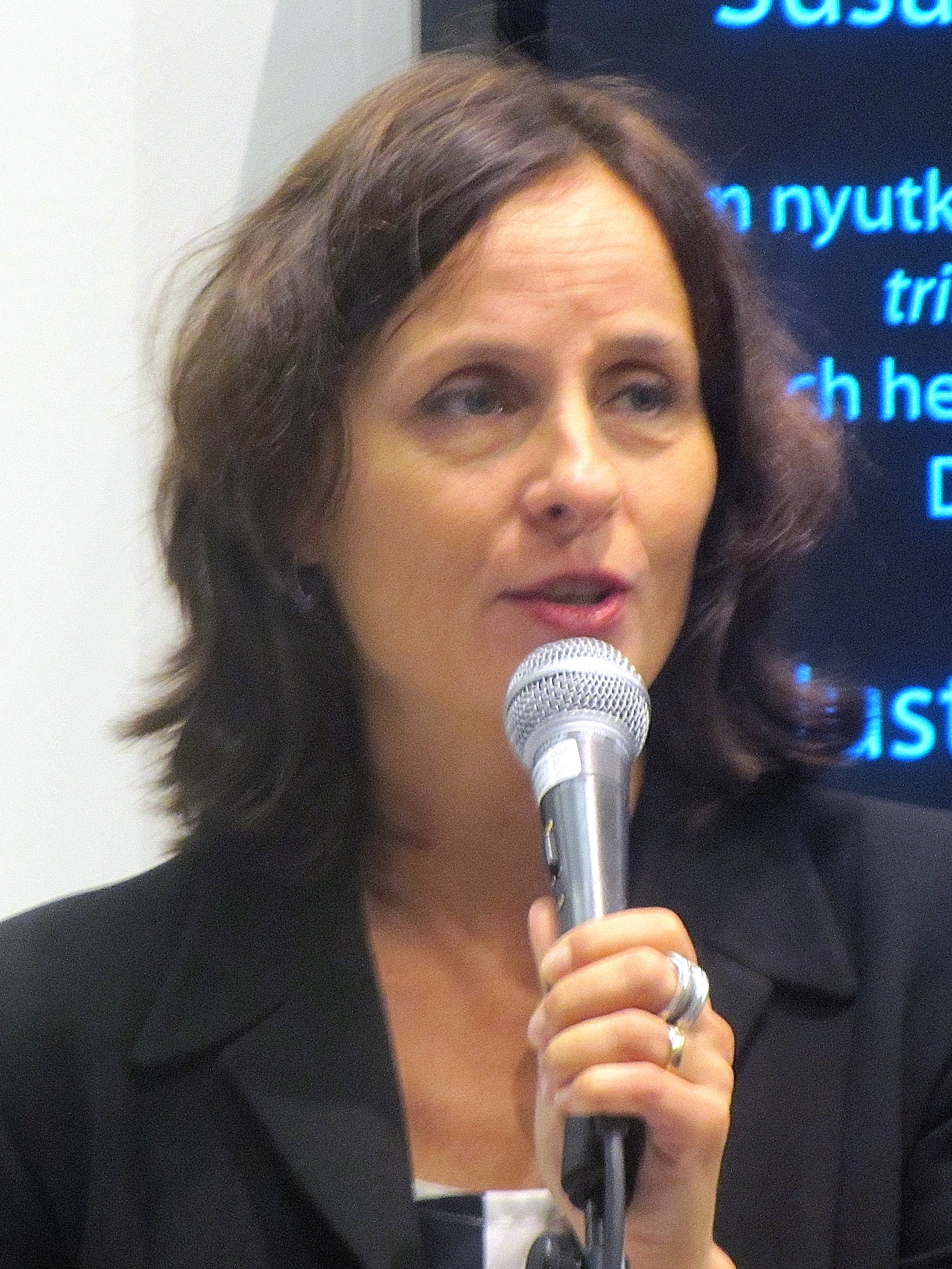
Susanna Alakoski 2010

Jaana Susanna Emilia Alakoski Söderlund (* 16. Mai 1962 in Vaasa, Finnland) ist eine schwedenfinnische Sozialarbeiterin, Journalistin und Schriftstellerin, die in Schweden lebt und in schwedischer Sprache schreibt.

## Leben
Susanna Alakoskis Eltern zogen 1965 als Arbeitsmigranten nach Schweden. Sie wuchs im südschwedischen Ystad auf.
Nach eigenen Angaben hat Susanna Alakoski 13 Jahre an ihrem Debütroman Svinalängorna geschrieben, bevor er 2006 erschien. Svinalängorna (etwa: Schweinehäuser, Schweinebauten) wurde noch im Erscheinungsjahr mit dem wichtigsten schwedischen Literaturpreis, dem August-Preis, ausgezeichnet. Mittlerweile ist der Roman in Schweden mehr als 500.000 Mal verkauft worden und als Empfehlung im Fach Soziologie und Psychologie auf den Leselisten der schwedischen Schulen und Universitäten vertreten.
Der Roman wurde 2010 von Pernilla August verfilmt. Der Film Bessere Zeiten und die gleichnamige deutschsprachige Übersetzung des Buches erschienen 2011 in Deutschland.
Alakoski lebt in Stockholm, schreibt für die Zeitungen "Dagens Arbete" und Aftonbladet und ist genderpolitisch aktiv.
Sie ist mit dem Schriftsteller Mats Söderlund verheiratet.

## Auszeichnungen
- August-Preis, 2006
- Gleerups litterära pris, 2006
- Pocketpriset, 2007
- Hedenvind-Plakette, 2011
- Tidningen Vi:s litteraturpris, 2013
- Ivar-Lo-Preis, 2014
- Stina Aronsons Preis des Samfundet De Nio, 2023

## Werke (Auswahl)
- Svinalängorna Roman, 2006
  - Bessere Zeiten. Aus dem Schwedischen von Sabine Neumann. Mit einem Nachwort von Karen Nölle und Christine Gräbe. edition fünf, Gräfelfing 2011, ISBN 978-3-942374-10-1.
- mit Karin Nielsen: Tala om klass, 2006
- Lyckliga slut : sjutton berättelser om vardagsvåldet, Stockholm : Ordfront, 2007, ISBN 978-91-7037-279-7
- mit Amanda Mogensen: Fejkad orgasm, 2008
- Håpas du trifs bra i fengelset Roman,  Stockholm : Bonnier, 2010, ISBN 978-9-100124-35-9